# Jee-Eun Franziska Lee
Jee-Eun Franziska Lee (* 19. März 1988 in Seoul) ist eine koreanische Pianistin. Sie lebt in Karlsruhe.

## Leben
Die als ein „lyrisches Juwel“ in der Presse gelobte Pianistin gehört zu den jungen Musikerinnen der Spitzenklasse. Sie schloss ihr Musikstudium in der Klasse von HeeSung-Joo an der Seoul National University als Jahrgangsbeste ab. 2011 kam sie als Stipendiatin des Deutschen Akademischen Austausch-Dienstes (DAAD) nach Deutschland, um in der Klasse von Sontraud Speidel ihr Masterstudium und im Anschluss daran ihr Solistenexamen im Fach Klavier an der Hochschule für Musik Karlsruhe zu absolvieren. Beides schloss sie mit Auszeichnung ab und war zudem Stipendiatin des Zonta Club Karlsruhe. Weitere künstlerische Impulse erhielt sie von Peter Lang am Mozarteum Salzburg und von Françoise Thinat.
Maestro Marcello Abbado schreibt über ihr Klavierspiel:

„... Franziska hat die Fähigkeit, das Klavier mit absoluter Noblesse zum Singen zu bringen. Alles ist bewegend (...) Wenn das Stück zu Ende ist, verspürt man eine tiefe Wehmut. Um diese Wehmut zu überwinden, gibt es keine andere Möglichkeit, als Franziska zu bitten weiterzuspielen.“

## Preise und Ehrungen (Auswahl)
Franziska Lee ist erste Preisträgerin zahlreicher internationaler Wettbewerbe. So gewann sie 2010 erste Preise beim „International Piano Competition of Korea“, beim „Prof. Dichler-Wettbewerb“ des Wiener Musikseminars und beim „Concorso Internazionale di Esecuzione Musicale Giovani Musicisti“ im italienischen Treviso. Bei der Audition für „Kumho Young Artists“ qualifizierte sie sich für ein Solo-Konzert, das 2012 in Seoul stattfand. Weitere erste Preise und Sonderauszeichnungen folgten 2012 beim „Concorso internazionale di musica Euterpe“, beim „Concorso internazionale di Esecuzione Pianistica Premio Euterpe“ und im Rahmen des „Internationalen Musik-Wettbewerbs“ in Padova. 2013 war Lee erste Preisträgerin beim „Dr. Hermann Büttner-Klavierwettbewerb“ der Hochschule für Musik Karlsruhe und errang 2016 den ersten Preis beim „Grand Prize Virtuoso International Music Competition“ in London.
Ihre künstlerische Persönlichkeit und ihr musikalisches Engagement wurden 2012 mit dem Förderpreis des Musikforums Karlsruhe/Hohenwettersbach und 2015 mit dem Musikförderpreis des Kulturfonds Baden ausgezeichnet.

## Konzerttätigkeit
Franziska Lee tritt deutschlandweit und in Europa auf. Mehrere Engagements führten die junge Künstlerin zudem nach Minneapolis in die USA, wo sie beim „International e-Piano MusikFest“ gastierte. Im Rahmen der Konzertreihe „Rising Stars“ der Hochschulen für Musik Karlsruhe, Freiburg und Stuttgart konzertierte sie 2015 als Solistin mit dem polnischen Sinfonieorchester Toruń unter der Leitung von Maciej Niesiolowski. Es folgten Debüts mit dem Karlsruher Kammerorchester, den Dortmunder Philharmonikern, der Philharmonie Baden-Baden und mit der Deutschen Staatsphilharmonie Rheinland-Pfalz sowie Verpflichtungen bei Rundfunk- und Filmproduktionen. Ihre Debüt-CD mit dem Titel "L'HEURE EXQUISE" ist im Jahr 2018 bei CAPRICCIO erschienen.
Aufnahmen aus dieser CD wurden von BBC London (Radio 3)/GB, von BR-Klassik, vom Deutschlandfunk Kultur, von France Musique/Frankreich, vom Kulturradio rbb, vom NRKradio/Norwegen und vom SWR2 vorgestellt. Außerdem wurde ein Porträt von ihr im SWR2 ausgestrahlt.
Als Interpretin widmet sich Franziska Lee besonders den Klaviersonaten von Franz Schubert. Bisher gab sie Konzerte mit den Sonaten D575, D784 und D959 in Paris, Heidelberg und Wien (Schuberts Geburtshaus). Die Sonaten D568, D784 und D960 führte sie im Schloss Villa Ludwigshöhe in Edenkoben, Schaffhausen/Schweiz, Mannheim, Karlsruhe und Seoul/Korea auf. Weitere Recitals mit den Klaviersonaten wird sie in Leinsweiler, Leuchtenburg, Karlsruhe und Solingen geben.
2018 bis 2019 gestaltet Franziska Lee fünf Konzerte in Karlsruhe mit sämtlichen Werken von Franz Schubert für vier Hände zusammen mit der Pianistin Sontraud Speidel.

## Jurytätigkeit und Nachwuchsförderung
Neben ihrer Konzerttätigkeit engagiert sich Franziska Lee für die Förderung des musikalischen Nachwuchses. Sie war Assistentin von Prof. Sontraud Speidel bei den Meisterklassen der J&R Music Academy in Korea, ist regelmäßiges Jurymitglied bei „Jugend musiziert“ auf Regional- und Landesebene und wirkt im Jurorenkomitee internationaler Wettbewerbe mit wie The International Piano Competition „Città di Treviso“. Seit dem Wintersemester 2017/18 hatte sie einen Lehrauftrag an der Hochschule für Musik Karlsruhe. 2023 wurde Franziska Lee als Professorin für Klavier an die Staatliche Hochschule für Musik und Darstellende Kunst Stuttgart berufen.

## Diskografie
- Debüt-CD: L'HEURE EXQUISE mit Werken von Dutilleux · Poulenc · Francaix · Sancan; Capriccio C3006 (Vertrieb:Naxos) https://www.naxos.com/person/Franziska_Lee/309958.htm